# Alpinópolis
Alpinópolis este un oraș din unitatea federativă Minas Gerais, Brazilia.